# Carthaginensis
Hispania Carthaginensis to nazwa rzymskiej prowincji wydzielonej z Hispania Tarraconensis przez cesarza Dioklecjana w 298 roku, przy okazji reformy administracyjnej. Stolicą było miasto Carthago Nova (współczesna Kartagena). W skład prowincji wchodziła znaczna część południowego wybrzeża Hiszpanii oraz tereny należące współcześnie do prowincji Walencja i Alicante oraz do wspólnoty autonomicznej Murcji.   